# Calyptra lata
Calyptra lata är en fjärilsart som beskrevs av Butler 1881. Calyptra lata ingår i släktet Calyptra och familjen nattflyn. Inga underarter finns listade i Catalogue of Life.